# Helmut Rahn
Helmut Rahn znany także jako Boss (ur. 16 sierpnia 1929 w Essen, zm. 14 sierpnia 2003 w Essen) – niemiecki piłkarz, który występował na pozycji napastnika.
Sławę przyniósł mu gol strzelony w finale mistrzostw świata w 1954, który zadecydował o zwycięstwie i tytule mistrzów świata dla RFN, która pokonała węgierską Złotą jedenastkę 3:2.

## Kariera sportowa
Helmut Rahn zaczynał karierę w Altenessen, gdzie grał od 1938 do 1946 roku. Następnie przeszedł do SC Oelde, dla którego strzelił łącznie 52 bramki. W sezonie 1950/1951 Helmut grał w Sportfreunde Katernberg. Największe sukcesy łączą go jednak z klubem Rot-Weiss Essen, gdzie grał przez 8 lat. Rahn z tym klubem wygrał Puchar DFB-Pokal w 1953 roku i Mistrzostwo Niemiec 1955.
W sezonie 1959/1960 piłkarz grał w 1. FC Köln, a w następnym sezonie przeniósł się do FC Twente w Holandii. Zakończył karierę w 1965 roku, grając w klubie MSV Duisburg, z powodu problemów z kolanem.
Rahn zagrał 40 meczów w reprezentacji, strzelając 21 goli.